# Re-Invention Tour
Tournées par Madonna
Drowned World Tour 
 (2001) Confessions Tour 
 (2006)
Le Re-Invention Tour est la sixième tournée de Madonna, faisant la promotion de son neuvième album studio American Life. La tournée est passée par l'Amérique du Nord et l'Europe, a débuté le 24 mai 2004 à Los Angeles et s'est terminée le 14 septembre 2004 à Lisbonne. Madonna a été inspirée par les clichés du X-STaTIC PRo=CeSS, réalisés par le photographe Steven Klein et dans lesquels elle apparaît.
Madonna fait appel à Christian Lacroix, Chanel, Stella McCartney et Jean-Paul Gaultier pour la réalisation des costumes, et c'est Miu Miu qui dessine les chaussures.Les costumes sont développés par la costumière Arianne Phillips, basés sur le principe de réinvention.
Le concert est divisé en cinq tableau : French Baroque, Military, Circus/Cabaret, Acoustic et Scottish/Tribal. Dans le premier tableau, Madonna est vêtue d'un corset créé par Christian Lacroix et interprète des danses stylisées. Le deuxième tableau Military a pour thème la guerre. Le troisième tableau s'inspire du monde du cirque et du cabaret et Madonna, vêtue d'un corset Chanel interprète des musiques enjouées et jazz. Le quatrième tableau Acoustic explore le thème religieux, entre la Kabbale et le Catholicisme mais aussi l'enfance de la chanteuse, avec des chansons mélancoliques. Dans le dernier tableau, Madonna est vêtue d'un kilt et danse sur des musiques énergiques. Le concert est acclamé par les critiques et le public. Cependant, une polémique a persisté autour du concert lorsque Elton John a accusé Madonna de ne pas vraiment chanter et d'utiliser la technique de synchronisation labiale. La chanteuse a démenti cela et Elton John s'est par la suite excusé.
La tournée est considérée comme le plus gros événement musical de l'année 2004, rapportant ainsi 124,5 millions US$. Elle a réuni environ 880 000 personnes à travers les États-Unis et l'Europe. Madonna a visité sept pays et 20 villes au total pour 56 représentations.
Le documentaire I'm Going To Tell You A Secret dévoile les secrets de la tournée et montre une Madonna sensible et drôle, qui se remet en question et qui n'hésite pas à se dévoiler entièrement.

## Conception

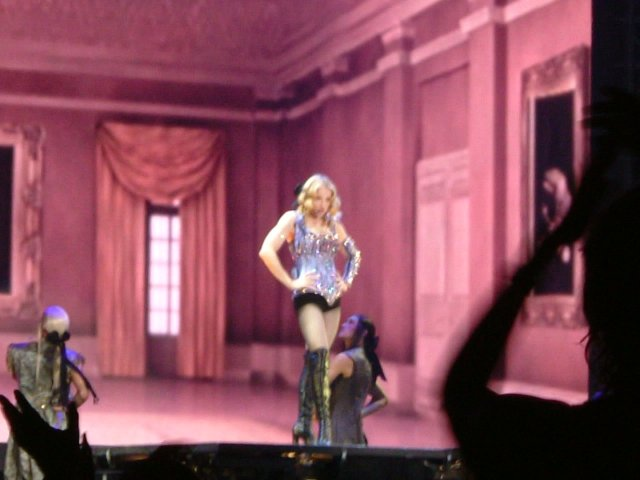
Madonna fait l'ouverture du concert avec Vogue.

Le Re-Invention Tour est la sixième tournée de Madonna, qui fait la promotion de son neuvième album studio American Life. En 2003, Madonna collabore avec le photographe Steven Klein pour une exposition d'art nommée X-STaTIC PRo=CeSS. Cette exposition permet de dépeindre Madonna dans différentes incarnations de ses pratiques spirituelles et théâtrales. La publication des clichés remporte un succès mondial, menant à être exposée à New York, Londres, Paris, Düsseldorf, Berlin et Florence. Une fois l'exposition terminée, Madonna se trouve inspirée par les photographies et décide de les incorporer dans son prochain concert, alors non planifié, et demande à Klein de l'aider. Les backdrops de diverses chansons sont ainsi réalisés. L'affiche du concert est une image utilisée lors de l'exposition et représente Madonna vêtue d'un robe du XVIIIe siècle à quatre pattes et se dirigeant vers la caméra.
L'objectif principal du concert était de transformer musicalement les grands succès de la chanteuse et de montrer sa capacité à se transformer. Le concert devait s'intituler The Whore of Babylon World Tour. L'idée était de représenter Madonna comme la Grande Prostituée, la figure du mal décrite dans l'Apocalypse de Saint-Jean. Mais le titre fut changé plus tard en Re-Invention World Tour, selon le fait que les critiques et le public acclamaient le changement de style de Madonna au fil des ans. L'affiche du tour officiel présente Madonna vêtue d'un robe de boléro style Renaissance et d'un coiffure style Marie-Antoinette.

## Développement

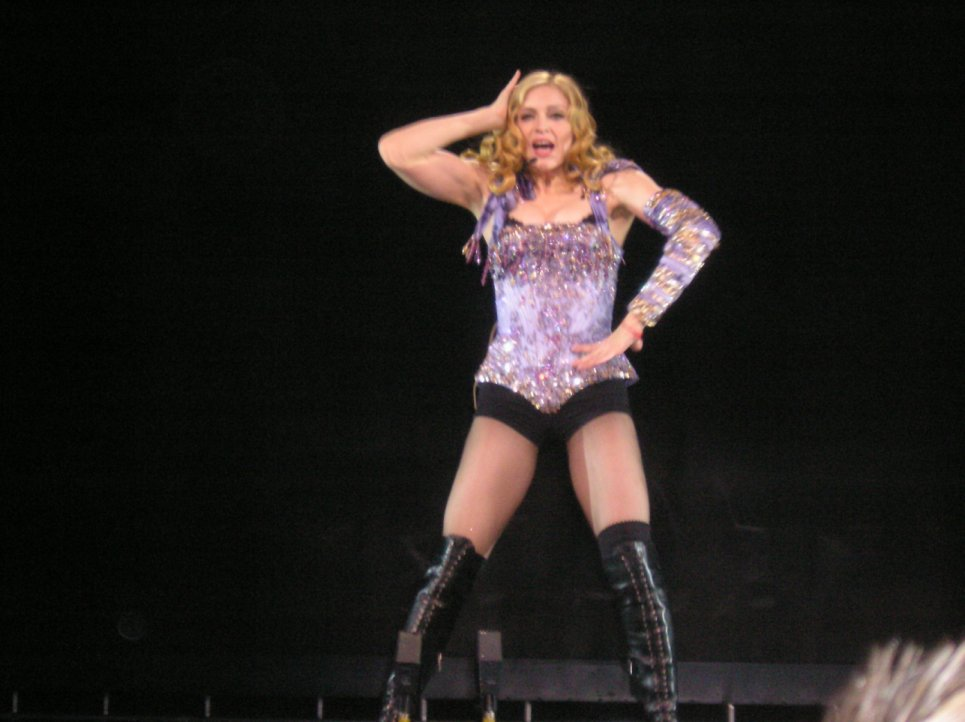
Madonna pendant Nobody Knows Me.

Pendant la conception du concert, une setlist provisoire avait été créée. Madonna devait ouvrir le concert avec I'm So Stupid extrait d'American Life, Dress You Up (1985) et Material Girl (1985). Mais I'm So Stupid et Dress You Up ont plus tard été abandonnées. D'autre chanson étaient également prévues dans la setlist comme Love Profusion (2004), Swim, extraite de Ray of Light (1998), Live To Tell (1986) et Take a Bow (1994). Madonna voulait depuis longtemps utiliser The Beast Within en introduction et ouvrir le concert avec Vogue (1990). Elle a par la suite décidé de clore le concert avec Holiday (1982) plutôt qu'avec Die Another Day (2003), comme cela était prévu à l'origine. Elle décide également d'introduire la chanson Imagine de John Lennon (1971) dans son concert et dans le segment Acoustic. Deux autres chansons devaient être introduites dans le show : I Love New-York, apparue dans l'album Confessions on a Dancefloor, et Devil Wouldn't Recognize You, apparue quant à elle dans l'album Hard Candy. Madonna devait interpréter Ray of Light dans les premières parties mais elle a préféré l'enlever, cette prestation pouvant blesser sa voix lors du début du concert. Finalement, 24 des 33 chansons proposées dans la setlist de départ ont été retenues.
Les costumes de la tournée ont été créés par Arianne Philips. Madonna change cinq fois de costumes. Philips a fait remarquer que depuis que Madonna revisitait ses vieilles chansons, la conception des costumes était devenue l'inspiration et la philosophie principale pour le concert. Les T-shirt ont été créés par Jean-Paul Gaultier, alors que les chaussures utilisées proviennent de chez Miu Miu. La robe rouge qu'elle porte dans la video The Beast Within est une création du couturier Christian Lacroix et s'inspire également du baroque. Lacroix a également créé le corset que Madonna porte lors de l'ouverture du concert : un corset couleur lilas (ou blanc salon les représentations) recouvert de feuilles d'or. Les costumes de la deuxième partie sont créés par Philips et s'inspirent de l'armée et de l'album American Life. Les costumes du troisième tableau sont quant à eux créés par Chanel et s'inspirent du cabaret et du cirque. Stella McCartney est la créatrice des costumes du quatrième tableau qui mettent en valeur la silhouette des danseurs.Dans le dernier tableau, les costumes sont traditionnellement écossais.

## Setlist
Act 1 : French Baroque
- "The Beast Within" (Video Introduction) (contient des éléments de "El Yom 'Ulliqa 'Ala Kashaba")
- "Vogue"
- "Nobody Knows Me"
- "Frozen"

Act 2 : Military
- "American Life"
- "Express Yourself"
- "Burning Up"
- "Material Girl"

Act 3 : Circus/Cabaret
- "Hollywood" (Remix) (Dance/Video Interlude)
- "Hanky Panky"
- "Deeper And Deeper" (Jazz Version)
- "Die Another Day"
- "Lament"

Act 4 : Acoustic
- "Bedtime Story" (Orbital Remix) (Interlude)
- "Nothing Fails"
- "Don't Tell Me" (contient un extrait de "Bitter Sweet Symphony" dans les shows européens)
- "Like A Prayer"
- "Mother And Father" (contient des éléments de "Intervention")
- "Imagine" (John Lennon Cover)

Act 5 : Scottish/Tribal
- "Into The Groove" (contient des extraits de "Susan MacLeod" et "Into The Hollywood Groove")
- "Papa Don't Preach" (fin avec une reprise de "American Life")
- "Crazy For You"
- "Music" (contient des éléments de "Into The Groove")
- "Holiday" (contient des éléments de "She Wants to Move")

## Synopsis du concert
Le concert est divisé en cinq parties : French Baroque, Military, Circus/Cabaret, Acousitc et Scottish/Tribal.

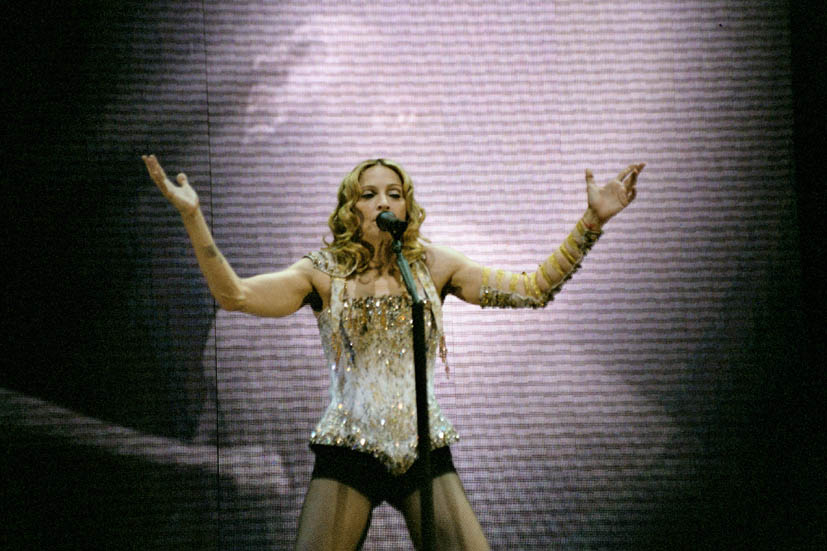
Madonna pendant Frozen, lors du premier tableau French Baroque/Marie-Antoinette Revival.

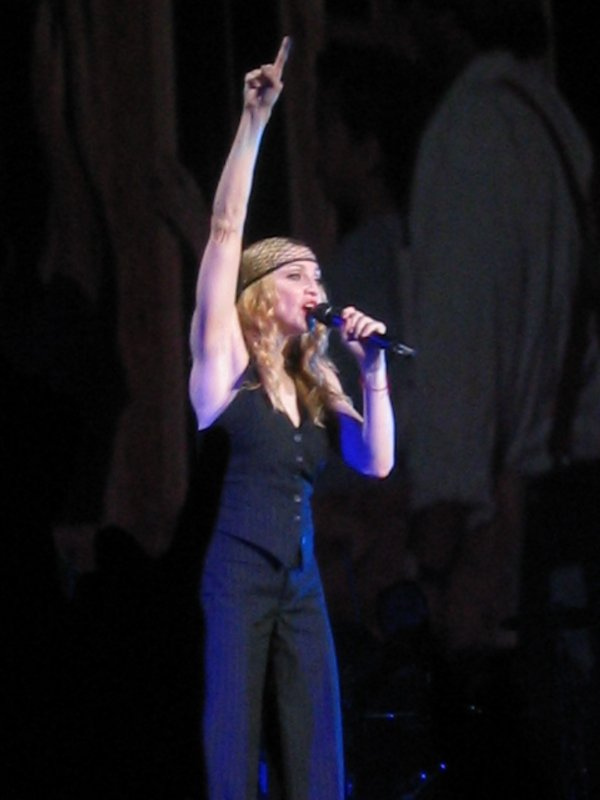
Madonna interprète Like A Prayer, lors du tableau Acoustic.

Le concert débute avec une vidéo, "The Beast Within", où Madonna lit l'Apocalypse. La vidéo est réalisée par Steven Klein et reprend des images du X-STaTIC PRo=CeSS. Dans le documentaire I'm Going To Tell You A Secret, Madonna dira que cette introduction doit créer une certaine ambiance et donnera le ton du spectacle ; la Bête représente le monde matérialiste dans lequel nous vivons et que nous vénérons, un monde addictif. C'est avec "Vogue" que Madonna ouvre le premier tableau, inspiré du baroque français et de Marie-Antoinette. Elle prend des poses de yoga sur une plateforme, vêtue d'un corset doré créé par Christian Lacroix. Elle enchaîne ensuite avec une prestation très énergique de "Nobody Knows Me" et clôt ce premier tableau avec "Frozen", dont une vidéo réalisé par Chris Cunningham, réalisateur du clip originel, est diffusé sur les écrans.
Le deuxième tableau, qui a pour thème la guerre, débute avec un bruit d'hélicoptère. Madonna apparaît sur une monture de télévisions, vêtue d'un pantalon camouflage, d'une veste olive et d'un béret noir, avant d’interpréter American Life. Elle chante ensuite Express Yourself avant d'entamer des versions rocks de Burning Up et Material Girl. Durant ses deux performances, des équations défilent sur les écrans. C'est sur un remix d'Hollywood que certains danseurs s'illustrent dans différents domaines.
Le troisième tableau est inspiré du monde du cirque et du cabaret. Madonna apparaît vêtue d'un corset rayé rouge et blanc (ou vert et blanc selon les représentations) créé par Chanel et chante Hanky Panky. Elle chante ensuite une version de jazz de Deeper and Deeper avant de danser un tango sur Die Another Day. Madonna se retrouve ensuite sur une chaise électrique et commence à chanter Lament, extrait de l'album du film Evita, alors que la plate-forme s'élève. Madonna dira plus tard que Lament est sa partie préférée du concert. Elle dira : "I like the idea of being restrained. I'm singing about all the things I could have had, but my ego got in the way and I destroyed all my happiness." ("J'aime l'idée d'être contenue ( attachée sur la chaise ). Je chante à propos de toutes les choses que j'aurais pu avoir, mais mon ego est venu se mettre en travers et j'ai détruit toute ma joie"). Une vidéo interlude remixée de Bedtime Story est diffusée, alors que des danseurs se trouvent sur des trapèzes. Le quatrième tableau, Acoustic débute lorsque Madonna commence à chanter Nothing Fails à la guitare. Ensuite, Madonna interprète Don't Tell Me, où elle reproduit la chorégraphie originale avec ses danseurs. La chanson suivante est Like A Prayer et Madonna demande au public de chanter avec elle. Les noms des 72 dieux de la Kabbale sont diffusés sur les écrans. Durant Mother And Father, des images catholiques ainsi que des photos de la mère de Madonna servent de backdrop. Madonna interprète ensuite la chanson de John Lennon Imagine, avec comme arrière-plan des images d'enfants souffrant de la guerre ou de malnutrition.

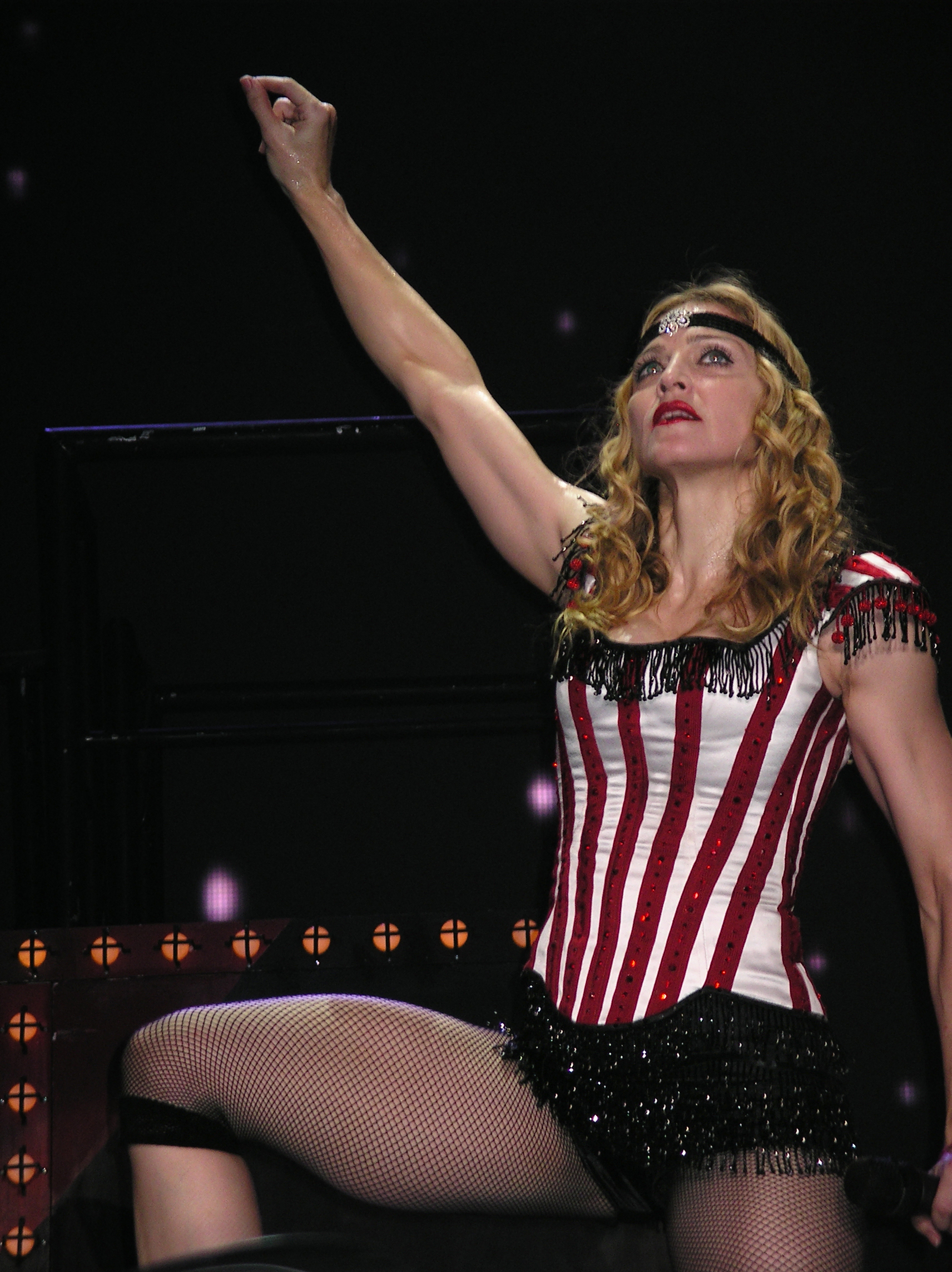
Madonna, lors du troisième tableau Circus-Cabaret, vêtue du corset Chanel.

Le tableau final débute avec des musiciens vêtus d'un costume traditionnellement écossais, qui interprètent un morceau à la cornemuse. Madonna apparaît ensuite, vêtue d'un kilt et d'un t-shirt blanc et chante Into the Groove, avec Missy Elliot sur les écrans. Ensuite, c'est avec un t-shirt noir, sur lequel il est écrit "Kabbalist do it Better" que Madonna interprète Papa Don't Preach. Elle chante Crazy For You pour tous ses fans avant d'interpréter Music et de terminer le concert avec Holiday, alors que des confettis sont lancés dans la salle par des canons et que la phrase "Re-Invent Yourself" s'inscrit sur l'écran.

## La scène
Elle est constituée d'un écran géant central à cristaux liquides, de deux autres écrans géants latéraux (composés de LED), d'un écran de moyenne dimension situé au-dessus de l'écran géant central et qui peut se séparer en deux parties (quand la chanson Nobody Knows Me commence, on le voit se séparer en deux et descendre à proximité de la scène), d'un tapis roulant, de deux plateformes élévatrices de chaque côté du tapis roulant, d'une grande plateforme centrale pour changer les différents décors et de trois autres petites plateformes à l'avant de la scène pour faire monter les danseurs où Madonna fait une entrée très remarquée dans Vogue. Différents autres accessoires sont aussi utilisés (confettis, rayon laser, etc.).

### Artiste principal
Madonna

### Choristes
- Donna De Lory
- Siedah Garrett

NB: C'est la première tournée depuis 1986 à laquelle Nikki Harris ne participera pas.

### Danseurs
- Cloud Campos
- Reshma Gajjar
- Mirhan Kirakosian
- Paul Kirkland
- Tamara Levinson
- Raistella Moise
- Dawn Noel
- Marlyn Ortiz
- Aries Smith
- Seth Stewart
- Zach Woodlee
- Jason Young

### Musiciens
- Batteur : Steve Sidelnyk
- Guitar : Monte Pittman
- Clavier : Marcus Brown

## Première partie
La première partie fut assurée par Iggy Pop le 29 août 2004 à Dublin seulement.

## Dates
| Date               | Ville           | Pays            | Lieu                             | Affluence | Revenu       |
| ------------------ | --------------- | --------------- | -------------------------------- | --------- | ------------ |
| Amérique du Nord   |                 |                 |                                  |           |              |
| 24 mai 2004        | Los Angeles     | États-Unis      | Forum                            | 43,158    | $6,965,055   |
| 26 mai 2004        | Los Angeles     | États-Unis      | Forum                            | 43,158    | $6,965,055   |
| 27 mai 2004        | Los Angeles     | États-Unis      | Forum                            | 43,158    | $6,965,055   |
| 29 mai 2004        | Las Vegas       | États-Unis      | MGM Grand                        | 28,341    | $7,005,548   |
| 30 mai 2004        | Las Vegas       | États-Unis      | MGM Grand                        | 28,341    | $7,005,548   |
| 2 juin 2004        | Anaheim         | États-Unis      | Arrowhead Pond of Anaheim        | 24,250    | $4,164,450   |
| 3 juin 2004        | Anaheim         | États-Unis      | Arrowhead Pond of Anaheim        | 24,250    | $4,164,450   |
| 6 juin 2004        | San Jose        | États-Unis      | HP Pavilion                      | 40,205    | $5,543,715   |
| 8 juin 2004        | San Jose        | États-Unis      | HP Pavilion                      | 40,205    | $5,543,715   |
| 9 juin 2004        | San Jose        | États-Unis      | HP Pavilion                      | 40,205    | $5,543,715   |
| 13 juin 2004       | Washington      | États-Unis      | MCI Center                       | 26,788    | $3,486,684   |
| 14 juin 2004       | Washington      | États-Unis      | MCI Center                       | 26,788    | $3,486,684   |
| 16 juin 2004       | New York        | États-Unis      | Madison Square Garden            | 88,625    | $12,674,925  |
| 17 juin 2004       | New York        | États-Unis      | Madison Square Garden            | 88,625    | $12,674,925  |
| 20 juin 2004       | New York        | États-Unis      | Madison Square Garden            | 88,625    | $12,674,925  |
| 21 juin 2004       | New York        | États-Unis      | Madison Square Garden            | 88,625    | $12,674,925  |
| 23 juin 2004       | New York        | États-Unis      | Madison Square Garden            | 88,625    | $12,674,925  |
| 24 juin 2004       | New York        | États-Unis      | Madison Square Garden            | 88,625    | $12,674,925  |
| 27 juin 2004       | Worcester       | États-Unis      | DCU Center                       | 46,075    | $6,439,890   |
| 28 juin 2004       | Worcester       | États-Unis      | DCU Center                       | 46,075    | $6,439,890   |
| 30 juin 2004       | Worcester       | États-Unis      | DCU Center                       | 46,075    | $6,439,890   |
| 1er juillet 2004   | Worcester       | États-Unis      | DCU Center                       | 46,075    | $6,439,890   |
| 4 juillet 2004     | Philadelphie    | États-Unis      | Wachovia Center                  | 30,575    | $4,134,478   |
| 5 juillet 2004     | Philadelphie    | États-Unis      | Wachovia Center                  | 30,575    | $4,134,478   |
| 7 juillet 2004     | East Rutherford | États-Unis      | Continental Airlines Arena       | 29,315    | $4,437,345   |
| 8 juillet 2004     | East Rutherford | États-Unis      | Continental Airlines Arena       | 29,315    | $4,437,345   |
| 11 juillet 2004    | Chicago         | États-Unis      | United Center                    | 59,591    | $7,894,105   |
| 12 juillet 2004    | Chicago         | États-Unis      | United Center                    | 59,591    | $7,894,105   |
| 14 juillet 2004    | Chicago         | États-Unis      | United Center                    | 59,591    | $7,894,105   |
| 15 juillet 2004    | Chicago         | États-Unis      | United Center                    | 59,591    | $7,894,105   |
| 18 juillet 2004    | Toronto         | Canada          | Centre Air Canada                | 52,160    | $5,332,703   |
| 19 juillet 2004    | Toronto         | Canada          | Centre Air Canada                | 52,160    | $5,332,703   |
| 21 juillet 2004    | Toronto         | Canada          | Centre Air Canada                | 52,160    | $5,332,703   |
| 24 juillet 2004    | Atlanta         | États-Unis      | Philips Arena                    | 25,627    | $3,450,874   |
| 25 juillet 2004    | Atlanta         | États-Unis      | Philips Arena                    | 25,627    | $3,450,874   |
| 28 juillet 2004    | Fort Lauderdale | États-Unis      | Office Depot Center              | 28,208    | $3,834,522   |
| 29 juillet 2004    | Fort Lauderdale | États-Unis      | Office Depot Center              | 28,208    | $3,834,522   |
| 1er août 2004      | Miami           | États-Unis      | American Airlines Arena          | 30,580    | $4,145,760   |
| 2 août 2004        | Miami           | États-Unis      | American Airlines Arena          | 30,580    | $4,145,760   |
| Europe             |                 |                 |                                  |           |              |
| 14 août 2004       | Manchester      | Royaume-Uni     | MEN Arena                        | 27,320    | $5,136,114   |
| 15 août 2004       | Manchester      | Royaume-Uni     | MEN Arena                        | 27,320    | $5,136,114   |
| 18 août 2004       | Londres         | Royaume-Uni     | Earls Court                      | 34,087    | $6,356,207   |
| 19 août 2004       | Londres         | Royaume-Uni     | Earls Court                      | 34,087    | $6,356,207   |
| 22 août 2004       | Londres         | Royaume-Uni     | Wembley Arena                    | 45,267    | $9,809,717   |
| 23 août 2004       | Londres         | Royaume-Uni     | Wembley Arena                    | 45,267    | $9,809,717   |
| 25 août 2004       | Londres         | Royaume-Uni     | Wembley Arena                    | 45,267    | $9,809,717   |
| 26 août 2004       | Londres         | Royaume-Uni     | Wembley Arena                    | 45,267    | $9,809,717   |
| 29 août 2004       | Dublin          | Irlande         | Slane Castle                     | 62,275    | $6,575,339   |
| 1er septembre 2004 | Paris           | France          | Palais omnisports de Paris-Bercy | 68,000    | $7,357,529   |
| 2 septembre 2004   | Paris           | France          | Palais omnisports de Paris-Bercy | 68,000    | $7,357,529   |
| 4 septembre 2004   | Paris           | France          | Palais omnisports de Paris-Bercy | 68,000    | $7,357,529   |
| 5 septembre 2004   | Paris           | France          | Palais omnisports de Paris-Bercy | 68,000    | $7,357,529   |
| 8 septembre 2004   | Arnhem          | Pays-Bas        | Gelredome                        | 73,300    | $6,759,661   |
| 9 septembre 2004   | Arnhem          | Pays-Bas        | Gelredome                        | 73,300    | $6,759,661   |
| 13 septembre 2004  | Lisbonne        | Portugal        | Pavilhão Atlantico               | 33,460    | $3,286,166   |
| 14 septembre 2004  | Lisbonne        | Portugal        | Pavilhão Atlantico               | 33,460    | $3,286,166   |
| CUMULATIF TOTAL    | CUMULATIF TOTAL | CUMULATIF TOTAL | CUMULATIF TOTAL                  | 896,787   | $124,790,787 |

## Galerie

### Act 1: French Baroque
|                  |
| The Beast Within |

|       |
| Vogue |

|                 |
| Nobody Knows Me |

|        |
| Frozen |

Act 2 : Military
|               |
| American Life |

|                  |
| Express Yourself |

|            |
| Burning Up |

|               |
| Material Girl |

Act 3 : Circus/Cabaret
|                               |
| Hollywood (Remix) (Interlude) |

|             |
| Hanky Panky |

|                   |
| Deeper and Deeper |

|                 |
| Die Another Day |

|        |
| Lament |

Act 4 : Acoustic
|               |
| Nothing Fails |

|               |
| Don't Tell Me |

|               |
| Like a Prayer |

|                   |
| Mother And Father |

|         |
| Imagine |

Act 5 : Scottish/Tribal
|                 |
| Into The Groove |

|                   |
| Papa Don't Preach |

|               |
| Crazy for You |

|       |
| Music |

|         |
| Holiday |

## Diffusions et enregistrements
C'est le documentaire I'm Going to Tell You a Secret qui fait office de support commercial du concert et il contient des extraits filmés à Paris Bercy les 4 et 5 septembre 2004. Les deux concerts de Lisbonne (13 et 14 septembre) ont été filmés pour la sortie DVD mais ce dernier n'a jamais vu le jour. Une version complète du premier concert portugais a cependant filtré sur le net en février 2010.